# Argimund
Argimund ou Argimond (en latin : Argimundus ; en espagnol : Argimundo), est un noble du royaume wisigoth d'Espagne qui tente à la fin du VIe siècle de renverser le roi Récarède (586-601).

## Biographie
Duc wisigoth de la Carthaginoise (dux Carthaginiensis), Argimund est un personnage important de la Cour royale, membre notamment du cubiculum de Récarède. Il mène en 589 l'une des principales révoltes ariennes dirigées contre le roi qui, après avoir abjuré secrètement l'arianisme (587), fait du catholicisme la religion officielle de son royaume lors du IIIe concile de Tolède (589), condamnant de ce fait l'hérésie arienne, à laquelle Argimund est semble-t-il resté attaché. La révolte est rapidement réprimée et Argimund, capturé, est soumis en 590 à un châtiment humiliant pour un personnage de son rang. L'évêque de Gérone Jean de Biclar, contemporain des évènements et auteur d'une chronique, rapporte en ces termes ce que le roi Récarède fait infliger au rebelle :
« ... quant à Argimund, qui voulait s'emparer du pouvoir, il fut d'abord interrogé à coups de fouet, puis honteusement tondu, enfin amputé de la main droite, et il défila, assis sur un âne, dans la ville de Tolède (capitale wisigothe), donnant ainsi un exemple à tous, et enseignant aux serviteurs à ne pas être insolents envers leurs maîtres. »
— Jean de Biclar, Chronicon, an. 590, 3.
Argimund a ensuite la tête tranchée. Toujours selon Jean de Biclar, les complices d'Argimund avouent leur machination et sont exécutés.

## Sources primaires
- Jean de Biclar, Chronicon Ioannis Biclarensis.